# Paviljon G
Paviljon G je drugi studijski album srpskog rok benda S vremena na vreme. Objavljen je 1979. godine u izdanju PGP−RTB. Na ovom albumu se nalazi osam pesama. Kasnije se pesma „Vašar” našla na njihovom koncertnom albumu Unplugged iz 1997. godine. 

## Spisak pesama
1. Ajša 	                    4:27
2. Ostrvo 	                    3:42
3. Jesenje Svitanje 	    3:27
4. 3:53
5. Vašar                       3:50
6. Maskenbal                   3:35
7. 5:21
8. A Šta Sad                   4:44

## Postava
- Asim Sarvan – vokal
- Ljubomir Ninković – gitara, vokal
- Miomir Đukić – gitara
- Vojislav Đukić – bas
- Nikola Jager – bubnjevi

## Spoljašnje veze
- Janjatović, Petar (2003). Ex YU rock enciklopedija. Beograd: Čigoja štampa.  137175308.